# Upside Down (電気グルーヴの曲)
「Upside Down」（アップサイドダウン）は、電気グルーヴのシングル。2009年11月18日に発売された。

## 概要
- 前々作「モノノケダンス」に次いで2度目となる、フジテレビ系深夜アニメ枠ノイタミナで放送されていた『空中ブランコ』の主題歌である。

- 初回生産限定盤はDVDが付属しており、20周年記念ライブ「俺っちのイニシエーション」から3曲が収録されている。
- 本作リリース後、次作「SHAMEFUL」を発売するまでの間、電気グルーヴは開店休業状態となる。
- 瀧が非常に気に入ってる曲で、ライブでは必ず演奏される。

## 収録曲

### Disc-1
| #         | タイトル                                | 作詞         | 作曲                        | 時間  |
| --------- | --------------------------------------- | ------------ | --------------------------- | ----- |
| 1.        | 「Upside Down」                         | 石野卓球     | 石野卓球                    | 4:13  |
| 2.        | 「Shangri-La」(Y.Sunahara 2009 Remodel) | 電気グルーヴ | Bebu Silvetti、電気グルーヴ | 5:07  |
| 3.        | 「やりすぎコージーOP」                  | 石野卓球     | 石野卓球                    | 2:48  |
| 4.        | 「Upside Down -TV Version-」            | 石野卓球     | 石野卓球                    | 1:19  |
| 合計時間: | 合計時間:                               | 合計時間:    | 合計時間:                   | 13:27 |

### Disc-2
| #         | タイトル | 作詞 | 作曲・編曲 |
| --------- | --- | ---- | ---------- |
| 1.        | 「ジャンボタニシ」(ライブ映像From "結成20周年記念ライブ"「俺っちのイニシエーション」09/07/11 at LIQUIDROOM)       |      |            |
| 2.        | 「誰だ!」(ライブ映像From "結成20周年記念ライブ"「俺っちのイニシエーション」09/07/11 at LIQUIDROOM)                |      |            |
| 3.        | 「かっこいいジャンパー」(ライブ映像From "結成20周年記念ライブ"「俺っちのイニシエーション」09/07/11 at LIQUIDROOM) |      |            |
| 合計時間: | 合計時間: | 0:00 |            |

### 楽曲解説
1. 「Upside Down」
フジテレビ系「ノイタミナ」枠テレビアニメ『空中ブランコ』オープニングテーマ。
アルバム未収録曲として唯一「電気グルーヴのゴールデンヒッツ〜Due To Contract」に収録された後、「人間と動物」にAlbum versionが収録された。
2. 「Shangri-La」 (Y.Sunahara 2009 Remodel)
テレビアニメ『空中ブランコ』エンディングテーマ。
1997年に発表した楽曲「Shangri-La」の、元メンバー砂原良徳によってリモデル(再構築)されたバージョン。
3. 「やりすぎコージーOP」
テレビ東京系『やりすぎコージー』オープニングテーマ。
4. 「Upside Down」-TV Version-